# Asen Velikov
Asen Velikov (in bulgaro Асен Великов?; Pleven, 11 gennaio 1986) è un cestista bulgaro.

## Carriera
Con la Bulgaria ha disputato i Campionati europei del 2011.

## Palmarès
- Campionato bulgaro: 2

Academic Sofia: 2015-16, 2016-17
- Coppa di Bulgaria: 4

Academic Sofia: 2007
Levski Sofia: 2009, 2010
Cherno More Varna: 2015
- Lega Balcanica: 2

Levski Sofia: 2009-10, 2017-18
- Supercoppa di Bulgaria: 3

Levski Sofia: 2018, 2019, 2023